# Cynthia Gregory
Cynthia Kathleen Gregory (Los Ángeles, California, 8 de julio de 1946) es una profesora, escritora y famosa bailarina clásica estadounidense.

## Biografía
Se entrenó bajo la tutela de Carmelita Maracci ganado una beca de la Ford Foundation para estudiar en el San Francisco Ballet donde rápidamente conquistó el puesto de primera baialarina.
En 1965 se unió al American Ballet Theatre (ABT) donde triunfó como Odette-Odile en El lago de los cisnes. Rudolf Nureyev la llamó "America's primera bailarina absoluta."
Otros famosos papeles fueron Giselle, Coppélia, Don Quijote, La sílfide, y obras contemporáneas de las que una docena fueron creadas para ella.
Se retiró en 1991 del ABT y dos años después de la carrera. Se dedica a la enseñanza.
Se casó con el abogado Hilary B. Miller y es la madre de Lloyd Gregory Miller.
Escribió Ballet is the Best Exercise (Simon & Schuster, 1986) y el libro para niños Cynthia Gregory Dances Swan Lake,(1990)